# Budynek przy Alei Niepodległości 41/43 w Poznaniu
Budynek przy Alei Niepodległości 41/43 w Poznaniu – neobarokowy budynek szkolny usytuowany przy Alei Niepodległości 41/43 w Poznaniu (zachodnia strona ulicy), mieszczący Zespół Szkół Urszulańskich w Poznaniu.

## Historia
Trzykondygnacyjny obiekt został wybudowany w latach 1922–1924 przy ówczesnych Wałach Leszczyńskiego według projektu Adama Ballenstedta z przeznaczeniem na nową siedzibę działającego od 1920 żeńskiego gimnazjum humanistycznego prowadzonego przez katolickie zgromadzenie Urszulanek Unii Rzymskiej. Po poświęceniu we wrześniu 1923 przez kardynała Edmunda Dalbora gmach został oddany do użytku. W latach 1931–1933 od strony północnej dobudowany został internat według projektu Stefana Cybichowskiego, oddany do użytku we wrześniu 1932.
Podczas okupacji niemieckiej obiekty zostały zajęte przez SS (hotel) i gestapo (biura). W 1945 zostały zbombardowane przez Luftwaffe, w wyniku czego nie nadawały się do użytku. Szkoła urszulanek wznowiła działalność w kwietniu 1945 w dawnym budynku przy ul. Spornej 6.
Główny gmach szkolny przy ul. Stalingradzkiej (późniejszej al. Niepodległości) 41 został odbudowany ze zniszczeń wojennych przez państwo. W 1950 jego część starszą podniesiono o jedno piętro, co zaważyło na równowadze bryły. W 1952 został znacjonalizowany i przekazany na siedzibę szkół państwowych, w tym Technikum Energetycznego i Zespołu Szkół Medycznych. Od 1959 użytkowanie budynku internatu pod numerem 43 rozpoczęło Technikum Chemiczne, a w 1962 władze oświatowe zlikwidowały katolicką szkołę podstawową i średnią urszulanek jako „wrogą systemowi socjalistycznemu”.
Żeńskie Liceum Ogólnokształcące urszulanek wznowiło działalność w 1982 w budynku internatu, a w 1986 przejęło użytkowanie gmachu głównego. W 1991 zakon uzyskał ponownie prawo własności do obu części obiektu i uruchomił w nich za zgodą władz oświatowych Żeńskie Gimnazjum Sióstr Urszulanek dla uczennic klas IV–VIII.
W 2001 szkoła stała się placówką koedukacyjną, a po zamknięciu w 2003 szkoły podstawowej uzyskała w 2007 status placówki publicznej pod nazwą Publiczne Gimnazjum Sióstr Urszulanek UR w Poznaniu. Od połączenia części publicznej i prywatnej w 2014 działa jako Zespół Szkół Urszulańskich w Poznaniu.

## Opis
Gmach główny kryty jest dachem mansardowym i ma półokrągłe ryzality na obu dłuższych fasadach (frontowej i ogrodowej). W ryzalicie fasady frontowej znajduje się monumentalny portal z przerwanym naczółkiem i okulusem, jak również trzy portfenetr, dawniej zwieńczone łukiem frontonu. 
Budynek internatu powstał w stylu funkcjonalistycznym. Ma cztery kondygnacje i formę skromnego prostopadłościanu. Elewacja jest jasna i pozbawiona detalu. Sięga załamania mansardy starszej części.